# Minouche
Minouche est une série télévisée française en treize épisodes de 26 minutes chacun, diffusée à partir du 8 juin 1969 sur la première chaîne de l'ORTF.
Au Québec, elle a été diffusée à partir du 5 juin 1968 à la Télévision de Radio-Canada.

## Fiche technique
- Réalisation : Rinaldo Bassi et Maurice Fasquel
- Musique : Jean Lemaire

## Distribution
- Harriett Ariel : Minouche
- Marianne Comtell : Sophie de Saint-Clair
- Jacques Bodoin : Herctor de la Brulardière
- Guy Grosso : Bastien
- Yvonne Clech : Amélie de la Brulardière
- Danielle Godet : Elise
- Annie Savarin : Louisette
- Gérard Lecaillon : Ded
- Denise de Saint-Pierre : Victoire

## Épisodes
1. Bicycles et Teuf-Teuf
2. Les Bijoux de famille
3. Le Prince Casimir
4. Les Fiançailles
5. Le Téléphone
6. La Nuit des magiciens
7. Amour volé
8. L'Héritage
9. Le Beau rôle
10. Les Bonnes manières
11. La Femme fatale
12. Gentleman cambrioleur
13. La Chasse aux prétendants